# Suramipasset
Suramipasset (georgiska: სურამის უღელტეხილი, Suramis ugheltechili) är ett bergspass i Georgien. Det ligger i den centrala delen av landet, mellan regionerna Imeretien och Inre Kartlien. Suramipasset ligger 909 meter över havet.